# Canirallus oculeus
El rascón carigrís (Canirallus oculeus), también conocido como rascón cara gris o rascón de cara gris, es una especie de ave gruiforme de la familia Rallidae que habita en las selvas húmedas de África Occidental y Central.

## Descripción
El rascón carigrís mide alrededor de 30 cm de largo. Tiene el cuello y las patas relativamente largos y la cola corta. Como indica su nombre común su cara y garganta son de color gris claro. El plumaje de su espalda y alas es principalmente de color pardo oliváceo, con algunas motas blancas en las plumas de vuelo, mientras que sus partes inferiores y cuello son de color castaño rojizo, y presenta cierto listado claro en los flancos. Su pico es largo y puntiagudo y de color verdoso. Sus patas son parduzcas y con dedos largos.